# ۱۹۱۱

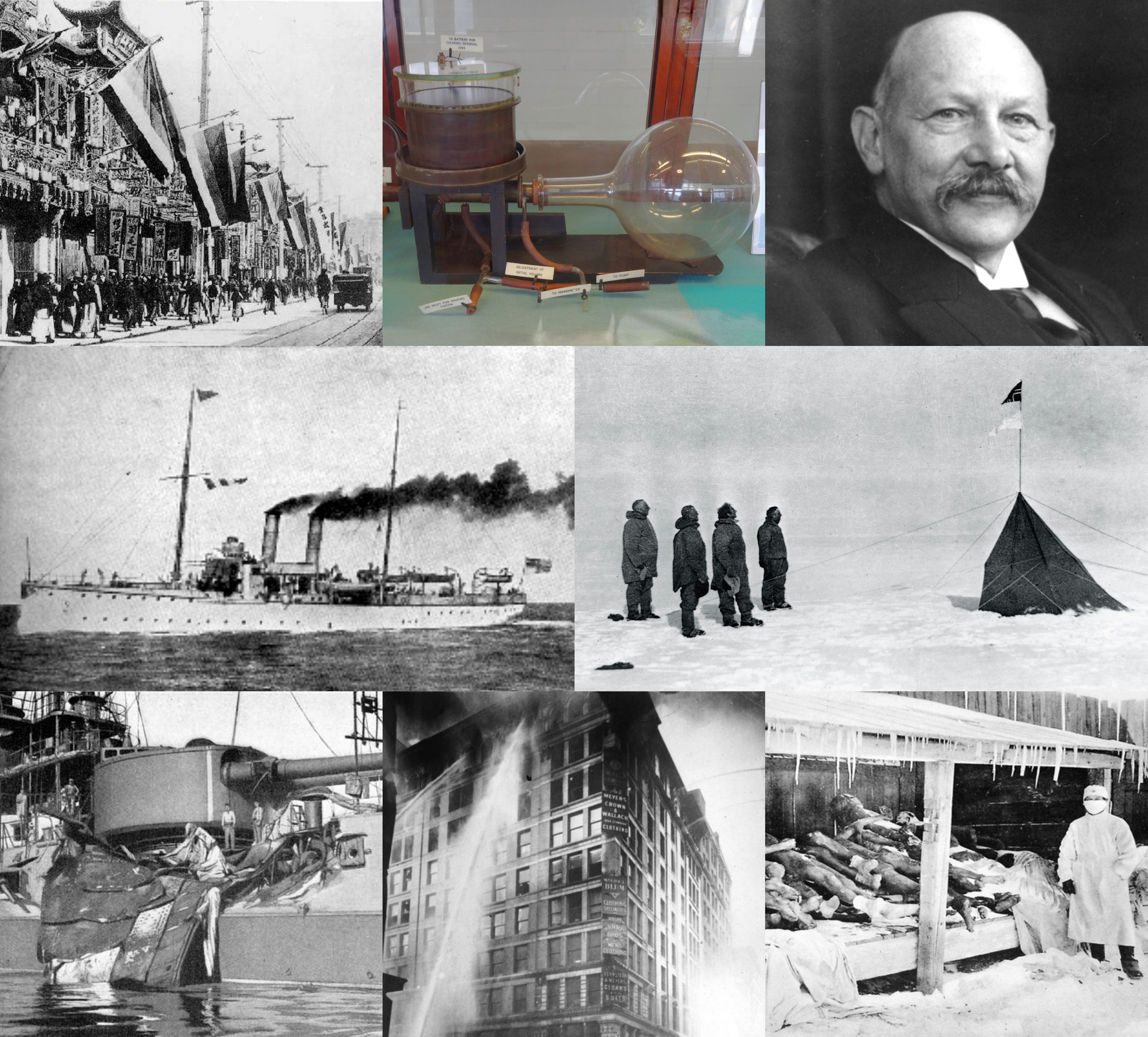

## رویدادها
- ۱۸ فوریه - روی دادن زمین‌لرزه‌ای سخت در بدخشان تاجیکستان و در پی آن پدید آمدن سد طبیعی سریز
- ۱۵ ژوئن - ثبت شرکت آی‌بی‌ام در نیویورک
- ۲۴ ژوئیه - کشف دوبارهٔ شهر ماچو پیچو توسط هیرام بینگهام
- ۱۲ دسامبر - تغییر پایتخت هندوستان از کلکته به دهلی نو
- ۱۴ دسامبر - رسیدن روئال آمونسن به قطب جنوب
- ۲۹ دسامبر - انتخاب سون یات سن به عنوان اولین رئیس‌جمهور جمهوری چین

## زادروزها
- ۶ فوریه - رونالد ریگان، چهلمین رئیس‌جمهور ایالات متحده آمریکا
- ۸ فوریه - الیزابت بیشاپ، شاعر آمریکایی
- ۱۲ مارس - ویلیام پاتریک هیتلر، برادرزادهٔ آدولف هیتلر
- ۲۴ مارس - جوزف باربرا، کارتونیست آمریکایی و از بنیان‌گذاران شرکت انیمیشن‌سازی هانا-باربرا
- ۲۶ مارس - تنسی ویلیامز، نمایشنامه‌نویس آمریکایی
- ۵ مه - آندور لیلینتال، استاد بزرگ شطرنج
- مه - غلامحسین بنان، خوانندهٔ ایرانی
- ۳۰ ژوئن - چسواو میوُش، شاعر، مترجم و استاد دانشگاه لهستانی
- ۵ ژوئیه - ژرژ پمپیدو، نخست وزیر و رئیس‌جمهور فرانسه
- ۷ ژوئیه - جیان کارلو منوتی، آهنگساز ایتالیایی‌الاصل آمریکایی و برنده جایزه پولیتزر
- ۲۱ ژوئیه - مارشال مک‌لوهان، فیلسوف و نظریه‌پرداز ارتباطات کانادایی
- ۱۹ سپتامبر - ویلیام گلدینگ، شاعر و رمان‌نویس بریتانیایی برندهٔ جایزه نوبل ادبیات
- ۲۴ سپتامبر - کنستانتین چرننکو، سیاست‌مدار اتحاد شوروی و دبیر کل حزب کمونیست اتحاد شوروی
- ۲ نوامبر - اودیسیاس الیتیس، شاعر یونانی و برنده جایزه نوبل ادبیات
- ۳ دسامبر - نینو روتا، آهنگ‌ساز ایتالیایی
- ۵ دسامبر - کارلوس ماریگلا، انقلابی برزیلی
- ۱۱ دسامبر - نجیب محفوظ، نویسنده و نمایشنامه‌نویس مصری و برندهٔ جایزه نوبل ادبیات
- ۲۲ دسامبر - گروته ریبر، مهندس آمریکایی
- تاریخ نامشخص
  - ساتم الوغ‌زاده، نویسندهٔ تاجیک
  - مردخای بهایف، از شاعران پارسی‌گوی
  - ارنست کامپ، معمار آمریکایی
- ۵ ژانویه – ژان-پیر امون، بازیگر و فیلمنامه‌نویس فرانسوی (د. ۲۰۰۱)
- ۷ ژانویه – باترفلای مک‌کوئین، بازیگر آمریکایی (د. ۱۹۹۵)
- ۱۱ ژانویه – زنکو سوزوکی، سیاست‌مدار ژاپنی (د. ۲۰۰۴)
- ۲۶ ژانویه – پولیکارپ کوش، فیزیک‌دان آمریکایی (د. ۱۹۹۳)
- ۱۳ فوریه – جین مویر (هنرپیشه زن)، بازیگر آمریکایی (د. ۱۹۹۶)
- ۱۹ فوریه – مرل اوبرون، بازیگر بریتانیایی (د. ۱۹۷۹)
- ۳ مارس – جین هارلو، بازیگر آمریکایی (د. ۱۹۳۷)
- ۲۰ مارس – آلفونسو گارسیا روبلس، دیپلمات مکزیکی (د. ۱۹۹۱)
- ۷ مه – ایشیرو هوندا، کارگردان ژاپنی (د. ۱۹۹۳)
- ۱۵ مه – ماکس فریش، نویسنده و معمار سوئیسی (د. ۱۹۹۱)
- ۱۸ مه – بیگ جو ترنر، خواننده-ترانه‌سرا، موسیقی‌دان، و خواننده آمریکایی (د. ۱۹۸۵)
- ۳۱ مه – موریس اله، اقتصاددان، فیزیک‌دان، و مهندس فرانسوی (د. ۲۰۱۰)
- ۳ ژوئن – الن کوربی، بازیگر آمریکایی (د. ۱۹۹۹)
- ۲۷ ژوئن – بن الکساندر (هنرپیشه)، بازیگر آمریکایی (د. ۱۹۶۹)
- ۱۸ ژوئیه – هیوم کرونین، بازیگر آمریکایی (د. ۲۰۰۳)
- ۲۸ ژوئیه – آن دران، بازیگر آمریکایی (د. ۲۰۰۰)
- ۵ اوت – رابرت تیلور (هنرپیشه)، بازیگر آمریکایی (د. ۱۹۶۹)
- ۷ اوت – نیکلاس ری، کارگردان آمریکایی (د. ۱۹۷۹)
- ۹ اوت – ویلیام آلفرد فاولر، ستاره‌شناس و فیزیک‌دان آمریکایی (د. ۱۹۹۵)
- ۲ سپتامبر – فلوید کانسل، خواننده آمریکایی (د. ۱۹۷۶)
- ۱۳ سپتامبر – بیل مونروئه، خواننده-ترانه‌سرا، موسیقی‌دان، خواننده، و آهنگساز آمریکایی (د. ۱۹۹۶)
- ۲۳ سپتامبر – فرانک ماس، قاضی و سیاست‌مدار آمریکایی (د. ۲۰۰۳)
- ۹ اکتبر – جو رزنتال، عکاس آمریکایی (د. ۲۰۰۶)
- ۱۳ اکتبر – آشوک کومار، تهیه‌کننده، بازیگر، خواننده، نقاش، و کارگردان هندی (د. ۲۰۰۱)
- ۱۴ اکتبر – له دوک تو، سیاست‌مدار ویتنامی (د. ۱۹۹۰)
- ۲۷ اکتبر – لیف اریکسون (هنرپیشه)، بازیگر و خواننده آمریکایی (د. ۱۹۸۶)
- ۳۰ اکتبر – روت هاسی، بازیگر آمریکایی (د. ۲۰۰۵)
- ۵ نوامبر – روی راجرز، موسیقی‌دان، بازیگر، و خواننده آمریکایی (د. ۱۹۹۸)
- ۱۵ نوامبر – کی والش، بازیگر بریتانیایی (د. ۲۰۰۵)
- ۸ دسامبر – لی جی. کاب، بازیگر آمریکایی (د. ۱۹۷۶)
- ۱۸ دسامبر – ژول داسن، بازیگر، فیلمنامه‌نویس، تهیه‌کننده، و کارگردان آمریکایی (د. ۲۰۰۸)
- ۲۷ دسامبر – آنا راسل، بازیگر، کمدین، و خواننده بریتانیایی (د. ۲۰۰۶)
- ۳۰ دسامبر – جانت نولان، بازیگر آمریکایی (د. ۱۹۹۸)

## مرگ‌ها
- ۱ مارس - یاکوبوس هنریکوس وانت‌هوف، فیزیک‌دان و شیمی‌دان آلی هلندی و برندهٔ جایزه نوبل شیمی
- ۱۸ مه - گوستاو مالر، آهنگساز و رهبر ارکستر اتریشی
- ۲۰ ژوئن - قازاروس آقایان، نویسنده، آموزگار و زبان‌شناس ارمنی
- ۲۹ اکتبر - جوزف پولیتزر، روزنامه‌نگار آمریکایی و بنیان‌گذار جایزه ادبی پولیتزر
- ۲۶ نوامبر - پل لافارگ، نویسنده و فعال سیاسی سوسیالیست فرانسوی
- سر ویلیام گیلبرت، کمدی‌نویس انگلیسی
- ۸ اوت – ویلیام پی. فرای، سیاست‌مدار و وکیل آمریکایی (ز. ۱۸۳۰)
- ۱۲ اوت – ژول برونت، سرباز فرانسوی (ز. ۱۸۳۸)

## جوایز نوبل
- جایزه صلح نوبل -
- جایزه نوبل فیزیک - ویلهلم وین به خاطر کشف قوانین تابش گرما.
- جایزه نوبل شیمی - ماریا اسکودوسکا-کوری
- جایزه نوبل ادبیات - موریس مترلینک
- جایزه نوبل فیزیولوژی و پزشکی -